# マイケル・デ・ララベッティ
マイケル・デ・ララベッティ（Michael de Larrabeiti, 1934年8月18日 - 2008年4月18日）はイギリスの小説家、ファンタジー作家、紀行文作家。

## 略歴

### 早年
デ・ララベッティは五人兄弟の一人として聖トーマス病院で生まれ、ロンドン南部バタシーで育つ。母親はアイルランド系であり、生涯の大半をラベンダーヒルで過ごした。父親はビルバオ出身のバスク人であり、しばしば家を留守にした。1934年ウェスト・サセックスアランデルへ疎開し、また1940年サウス・ヨークシャードンカスターの鉱山の村アスカーンへとさらに疎開する。第二次世界大戦の終戦と共にロンドンへ戻り、イレブンプラス・テストに落ちるもクラッパム・セントラル・セカンダリ・スクールを卒業する。この学校でデ・ララベッティを教えた教員には、大戦に参加した元兵士が含まれ、世界を良くしていこうと決意する彼らにデ・ララベッティは多大な影響を受ける。後にこの経験を元に Journal of a Sad Hermaphrodite (1992) が書かれる。

### 若年
16歳で卒業後、ロンドン南部アールスフィールドマグダレン・ロードの公立図書館の司書として働き始める。1952年
バタシー・ポリテクニックに参加し、大学入学を目指しGCE-A Levelを取るための勉強を始める。この過程で、主に財政的な理由により9年間もかかり、デ・ララベッティは様々な仕事を経験する。英国博覧会の開催中は、バタシー・パークフェスティバル・ガーデンで3Dシネマの映画映写技師を務めた。この時の経験は A Rose Beyond the Thames (1978) に書かれている。また、後にドキュメンタリー映画のカメラマンやフランスやモロッコで旅行ガイドとして働く。
1959年プロヴァンスの羊飼いのグループと知り合い、彼らと共に三千の羊の群を引き連れ、フランス・アルプスで冬場の牧草地から夏場の牧草地まで移動させた。そしてカサブランカで英語を教え、1961年にはマルコ・ポーロ・エクスペディションにおいてオックスフォード大学のカメラマンとなり、4ヶ月間オートバイに乗りスタンレー・ジョンソンやティム・セヴェリンらと共にアフガニスタンからインドまでを旅する。1961年から1965年トリニティ・カレッジでフランス語や英語を専攻し、パリ高等師範学校の奨学金を勝ち取り、そこで1965年から1966年まで学ぶ。後にオックスフォード大学キーブル・カレッジで博士課程へ進むが、文筆業に専念するため途中で断念する。

## 作品リスト

### 〈ボリブル〉三部作
- ボリブル とんがり耳の冒険者たち (The Borribles 1976)
- The Borribles Go for Broke (1981)
- The Borribles: Across the Dark Metropolis (1986)

### その他
- The Redwater Raid (1972)
- A Rose Beyond the Thames (1978)
- The Bunce (1980)
- Jeeno, Heloise and Igamor, the Long, Long Horse (1983)
- The Hollywood Takes (1983)
- The Provençal Tales (1989)
- Journal of a Sad Hermaphrodite (1992)
- Foxes' Oven (2002)
- French Leave (2002)
- Princess Diana's Revenge (2006)
- Spots of Time: A Memoir (2007)